# Nils Nielsen
Nils Herbert Kromann Nielsen (* 3. November 1971 in Grönland) ist ein dänischer Fußballtrainer.

## Karriere als Trainer
Von 2012 bis 2013 war er Trainer der dänischen U-18-Junioren.
Von 2013 bis 2017 trainierte er die Dänische Fußballnationalmannschaft der Frauen, mit der er bei der EM 2017 den zweiten Platz erreichte. Im August kündigte er seinen Vertrag vorzeitig.
2018 war er Assistenztrainer der chinesischen U-20-Mannschaft der Frauen, u. a. bei der U-20-Fußball-Weltmeisterschaft der Frauen 2018 in Frankreich, wo die Mannschaft aber nach einem Sieg, einem Remis und einer Niederlage nach der Gruppenphase ausschied.
Vom 1. Dezember 2018 bis Ende 2022 war er Trainer der Schweizer Fussballnationalmannschaft der Frauen. Das Schweizer Team qualifizierte sich unter seiner Leitung für die Europameisterschaft 2022 in England und die Weltmeisterschaft 2023 in Australien und Neuseeland. Bei der Europameisterschaft 2022 schied das Team nach einem Unentschieden und zwei Niederlagen in der Vorrunde aus. Ende August 2022 gab Nielsen – noch bevor die Qualifikation für die WM feststand – bekannt, dass er seinen zum Jahresende auslaufenden Vertrag aus familiären Gründen nicht verlängern werde. Zu seiner Nachfolgerin wurde Inka Grings ernannt.
Anlässlich der EM 2022 kritisierte Nielsen als amtierender Nationaltrainer mangelnde Chancengleichheit für Frauen im Schweizer Fussball und weit verbreitetes Mansplaining an Besprechungen.  Eines seiner Ziele sei, Selbstvertrauen und Eigeninitiative der Spielerinnen zu stärken.
Von Mai 2023 bis Juni 2024 war Nielsen Sportdirektor im Frauenteam von Manchester City.
Seit Dezember 2024 ist Nielsen Cheftrainer des japanischen Fußball-Nationalteams der Frauen.

## Erfolge
- Vize-Europameister 2017 mit Dänemark
- Qualifikation zur Fußball-Europameisterschaft der Frauen 2022 mit der Schweiz
- Qualifikation zur Fußball-Weltmeisterschaft der Frauen 2023 mit der Schweiz